# Blackthorn
Blackthorn é uma banda russa formada em 2004. A sonoridade da banda segundo o site oficial é classificada como: all-female symphonic, black, dramatic and melodic metal.

## História
A banda de metal Blackthorn foi formada no Halloween de 2004, e certamente deixou uma marca poderosa em cada aspecto da atividade da banda. Segundo as integrantes, a poção mágica de Blackthorn, capaz de encantar quase todos, possui fundamentos como gotas de Symphonic, Gothic e Black metal, uma soprano etéreo, violentos vocais extremos, riffs estrondosos e sinistros, sons misteriosos de violino e letras ocultas.
As bruxas do metal entraram no estúdio em 2006 para gravar três músicas para o demo The Prologue of Eschaton, que foi mixado pela banda israelita Arafel. Anos depois, elas gravaram seu primeiro álbum Gossamer Witchcraft, que foi lançado em 2009 através da Ravenheart Records. A versão russa, intitulada Araneum, foi lançada no mesmo ano, por intermédio da Music Productions.
Graças à Rising-Up Music, a banda se destacou no circuito do Symphonic Metal em sua terra natal, e ao longo dos anos elas têm realizado muitos rituais na Rússia e no exterior, em países como Ucrânia, Bielorrússia e Estónia.
Entre os destaques, se apresentaram no palco principal do Metal Crowd Festival, juntamente com Caramenia e Blattlelore, também estiveram no Metal Heads Mission Festival, e Iron Maiden Festival nos anos de 2008 e 2011, dando apoio para bandas como Vesania, Christ Agony, Hate e Frantic Amber.

## Membros

### Integrantes
- Aina — Vocal (2004-presente)
- Elvira Alchemida — Guitarra, teclados, vocal (2007-presente)
- Greta — Baixo (2009-presente)
- Varaska — Bateria (2009-presente)
- Less — Violino (2010-presente)

### Ex-integrantes[2]
- Verbena – Baixo
- Freya – Teclados
- Max – Bateria
- Lydia	- Guitarra
- Olga – Teclados

## Discografia
Demo
- The Prologue of Eschaton (2007)

Estúdio
- Gossamer Witchcraft (2009)
- Araneum (2009)
- Codex Archaos (2011)
- Witch Cult Ternion (2015)

EP's
- Evocation (2018)
- Classical Compilation (2019)